# S&P Global
S&P Global Inc. (antes de abril de 2016 McGraw Hill Financial, Inc., e antes de 2013 McGraw Hill Companies) é uma empresa americana com sede em Manhattan, Nova York. Suas principais áreas de negócios são informações e análises financeiras. É a controladora da S & P Global Ratings, da S & P Global Market Intelligence e da S & P Global Platts, além de  acionista majoritária da joint venture da S & P Dow Jones Indices.

## História
As empresas predecessoras da S & P Global têm uma história datada de 1888, quando James H. McGraw adquiriu o "American Journal of Railway Appliances". Ele continuou adicionando mais publicações, eventualmente estabelecendo a McGraw Publishing Company em 1899. John A. Hill também produziu várias publicações técnicas e comerciais e em 1902 formou seu próprio negócio, a The Hill Publishing Company. Em 1909, os dois conhecendo os interesses uns dos outros, concordaram com uma aliança e combinaram os departamentos de livros de suas editoras com a "McGraw-Hill Book Company". John Hill serviu como presidente e James McGraw como vice-presidente. Em 1917, as partes restantes de cada negócio foram fundidas em The McGraw-Hill Publishing Company. Em 1986, a McGraw-Hill comprou a concorrente The Economy Company, então a maior editora de material educativo dos Estados Unidos. A compra fez da McGraw-Hill a maior editora educacional dos Estados Unidos.
Em 2007, a McGraw-Hill lançou uma rede de estudos on-line, GradeGuru.com, que deu à McGraw-Hill uma oportunidade de se conectar diretamente com seus usuários finais, os alunos. O site fechou em 29 de abril de 2012.
Em 26 de novembro de 2012, a McGraw-Hill anunciou que estava vendendo toda a sua divisão de educação, conhecida como McGraw-Hill Education para Apollo Global Management por US $ 2,5 bilhões. Em 22 de março de 2013, anunciou que havia concluído a venda por US$ 2,4 bilhões.